# بوئين ومياندشت
بوئين ومياندشت (بالفارسية: بوئین و میاندشت) هي مدينة تقع في إيران في أصفهان. يقدر عدد سكانها بـ 9,933 نسمة .